# Dicranomyia penana
Dicranomyia penana är en tvåvingeart som först beskrevs av Alexander 1957.  Dicranomyia penana ingår i släktet Dicranomyia och familjen småharkrankar.
Artens utbredningsområde är Peru. Inga underarter finns listade i Catalogue of Life.